# Reserva Yacutinga
La reserva Yacutinga es un área natural protegida ubicada en cercanías de la localidad de Comandante Andresito, en el departamento General Manuel Belgrano, en el norte de la provincia de Misiones, en la mesopotamia argentina.

Abarca una superficie de unas 550 ha de jurisdicción privada administradas y gestionadas por la Fundación Vida Silvestre Argentina desde el año 2000.
La reserva está prácticamente rodeada por el río Iguazú, a poca distancia de los parques nacionales Iguazú y do Iguaçu, aproximadamente en torno a la posición 25°34′41″S 54°04′27″O / -25.57806, -54.07417.
Desde el punto de vista fitogeográfico corresponde a la ecorregión selva Paranaense.

## Objetivos
La reserva fue creada con el objetivo general de conservar un área de selva paranaense en particular estado de conservación. Su emplazamiento establece la conectividad entre otras áreas protegidas del norte misionero, incrementando la preservación de toda la región.

Los objetivos específicos son proteger especies con algún grado de amenaza como el palmito (Euterpe edulis) y el lobo gargantilla o nutria gigante (Pteronura brasiliensis).
La sustentabilidad del área se basa en el desarrollo de un emprendimiento de ecoturismo, cuyos servicios se orientan a la observación de flora y fauna.

## Flora
La cobertura vegetal de la reserva tiene similitudes con la existente en el parque Nacional Iguazú, en cuanto a su gran riqueza, abundancia y diversidad.

Entre los ejemplares de gran porte se encuentran el cedro misionero (Cedrela fissilis), el timbó (Enterolobium contortisiliquum), la grapia (Apuleia leiocarpa), el cancharana (Cabralea canjerana), el guatambú blanco (Balfourodendron riedelianum), el alecrín (Holocalyx balansae), el anchico colorado (Parapiptadenia rigida), el María preta (Diatenopteryx sorbifolia) y el laurel negro (Nectandra saligna). Son especialmente apreciados los ejemplares de palo rosa (Aspidosperma polyneuron) y palmito (Euterpe edulis), especies sobre cuya conservación existe algún grado de preocupación debido a los altos impactos producidos por la sobreexplotación.

Por debajo de ese estrato superior se desarrolla un nivel intermedio donde aparecen ejemplares de cachí (Cyathea atrovirens), parparoba (Piper geniculatum), tacuaruzú (Guadua angustifolia), tacuara (Guadua trinii) y picanilla (Guadua paraguayana).

## Fauna

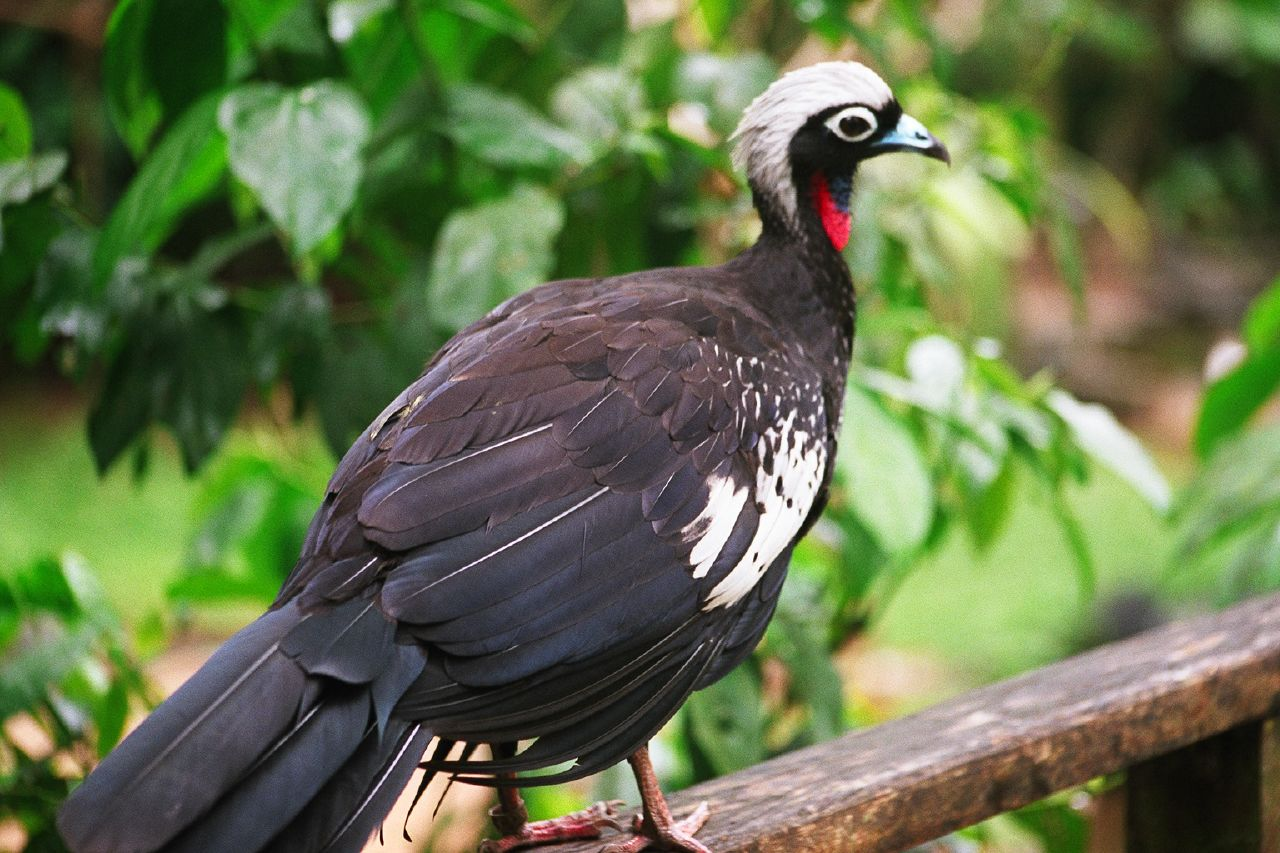
Aburria jacutinga, especie amenazada que le da su nombre al área protegida.

La observación de fauna silvestre es una de las actividades promovidas en el área. Entre las especies que pueden hallarse con cierta frecuencia se encuentran el mono capuchino (Sapajus apella), el carayá negro (Alouatta caraya), la corzuela colorada (Mazama americana), la paca (Cuniculus paca), el pecarí de collar (Pecari tajacu), el agutí (Dasyprocta  azarae) y el carpincho (Hydrochoerus hydrochaeris).
El área se destaca por su riqueza ornitológica. Se han identificado más de trescientas especies de aves de unas 45 familias. Entre ellas se ha registrado la presencia de ejemplares de loro maitaca (Pionus maximiliani), chiripipé (Pyrrhura frontalis) y yacutinga (Aburria jacutinga), ave que le da nombre a la reserva.

La familia de los pájaros cantores está ampliamente representada, por ejemplo por los "bailarines" verde (Piprites chloris), oliváceo (Schiffornis virescens), blanco (Manacus manacus), azul (Chiroxiphia caudata) y naranja (Pipra fasciicauda); las mosquetas común (Phylloscartes ventralis), corona parda (Leptopogon amaurocephalus), enana (Myiornis auricularis), pico pala (Todirostrum cinereum), parda (Lathrotriccus euleri) y ceja blanca (Cnemotriccus fuscatus); los tangará común (Euphonia chlorotica), amarillo (Euphonia violacea), alcalde (Euphonia pectoralis) y bonito (Chlorophonia cyanea), entre muchos otros.
La reserva es hábitat de multitud de insectos, entre los que se destacan vistosas mariposas. Se han observado ejemplares de mariposa lechuza (Caligo illioneus), almendra común (Heliconius erato), pequeña julia (Eueides aliphera), ajedrezada común (Pyrgus orcus), busiris (Achlyodes busirus), menipo (Mylon maimon), puntas blancas (Urbanus doryssus), relampagueante (Astraptes fulgerator), porá (Morpho helenor), polilla bruja (Ascalapha odorata), alas sangrantes (Biblis hyperia), malaquita (Siproeta stelenes), pavo real (Junonia genoveva), terciopelo manchado (Catonephele numilia) y manifestante (Aphrissa statira), entre muchas otras.
Algunas de las 572 especies de mariposas identificadas en la reserva:

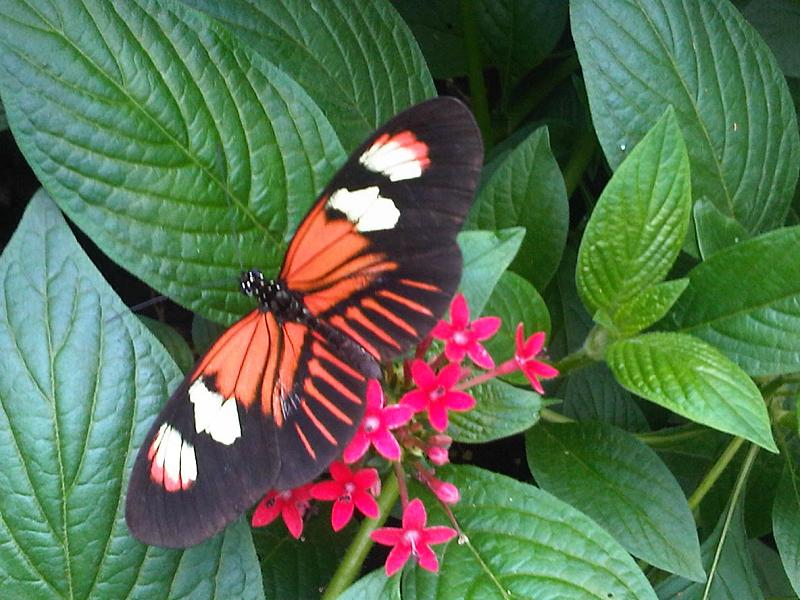
Heliconius erato.
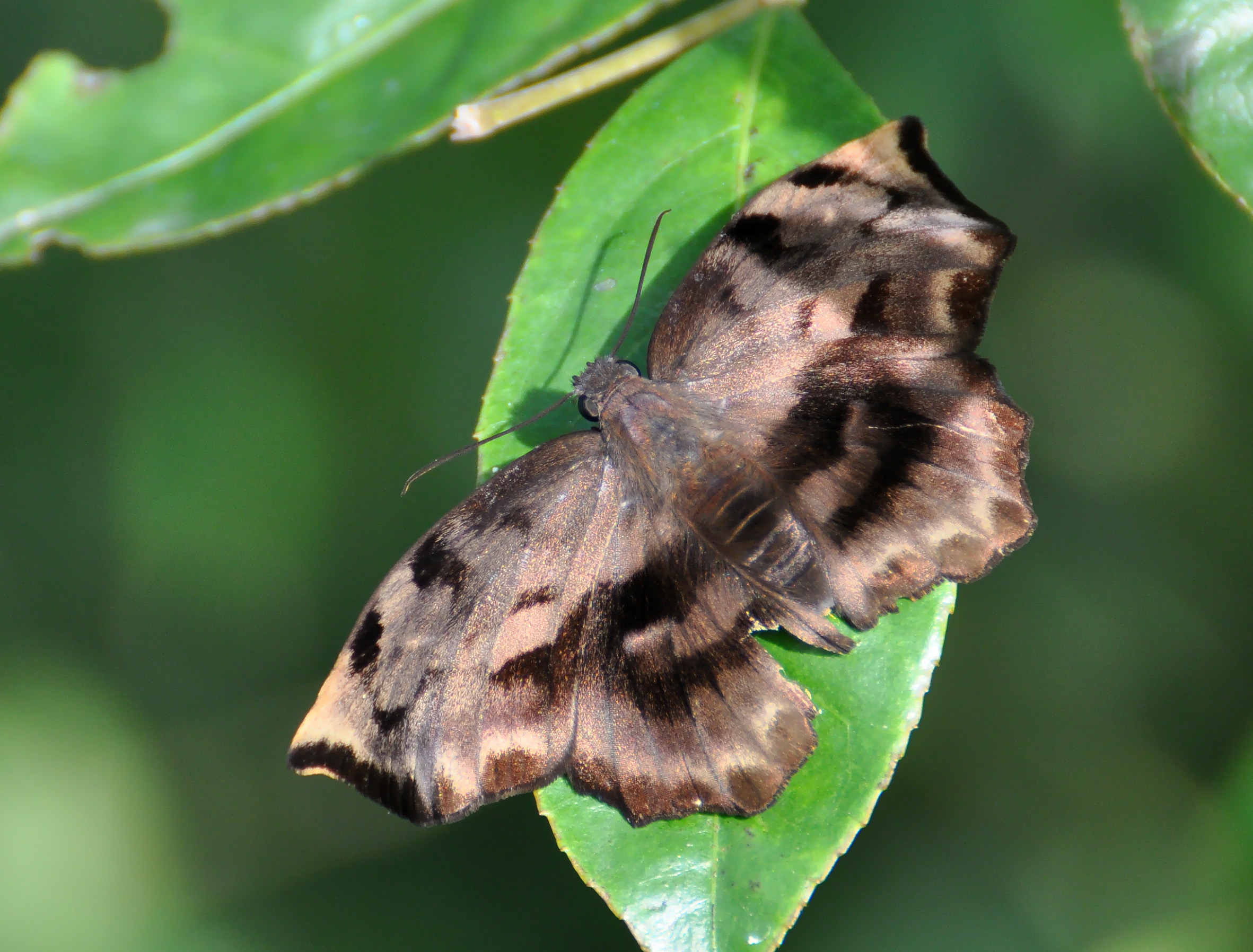
Achlyodes busirus.
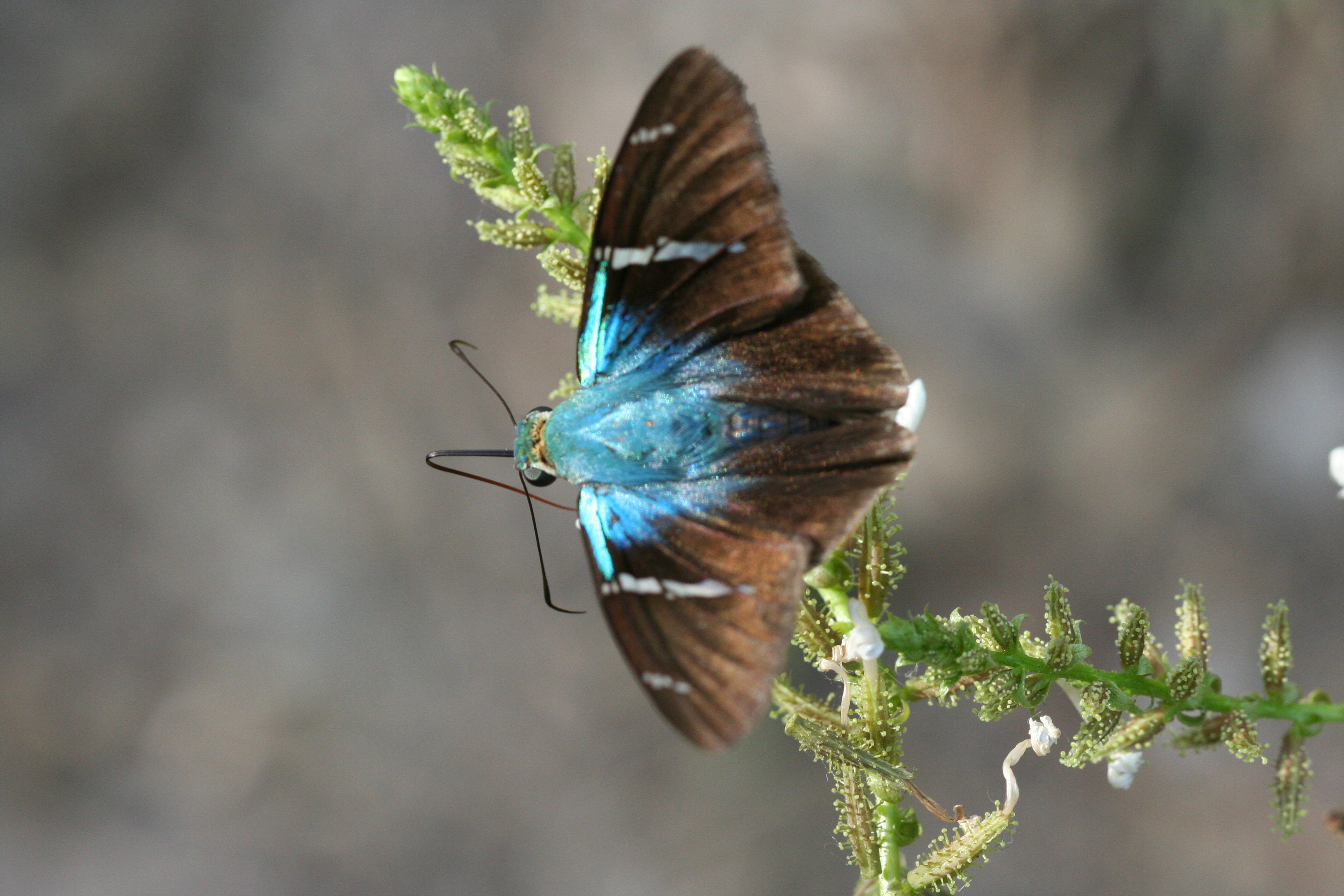
Astraptes fulgerator.
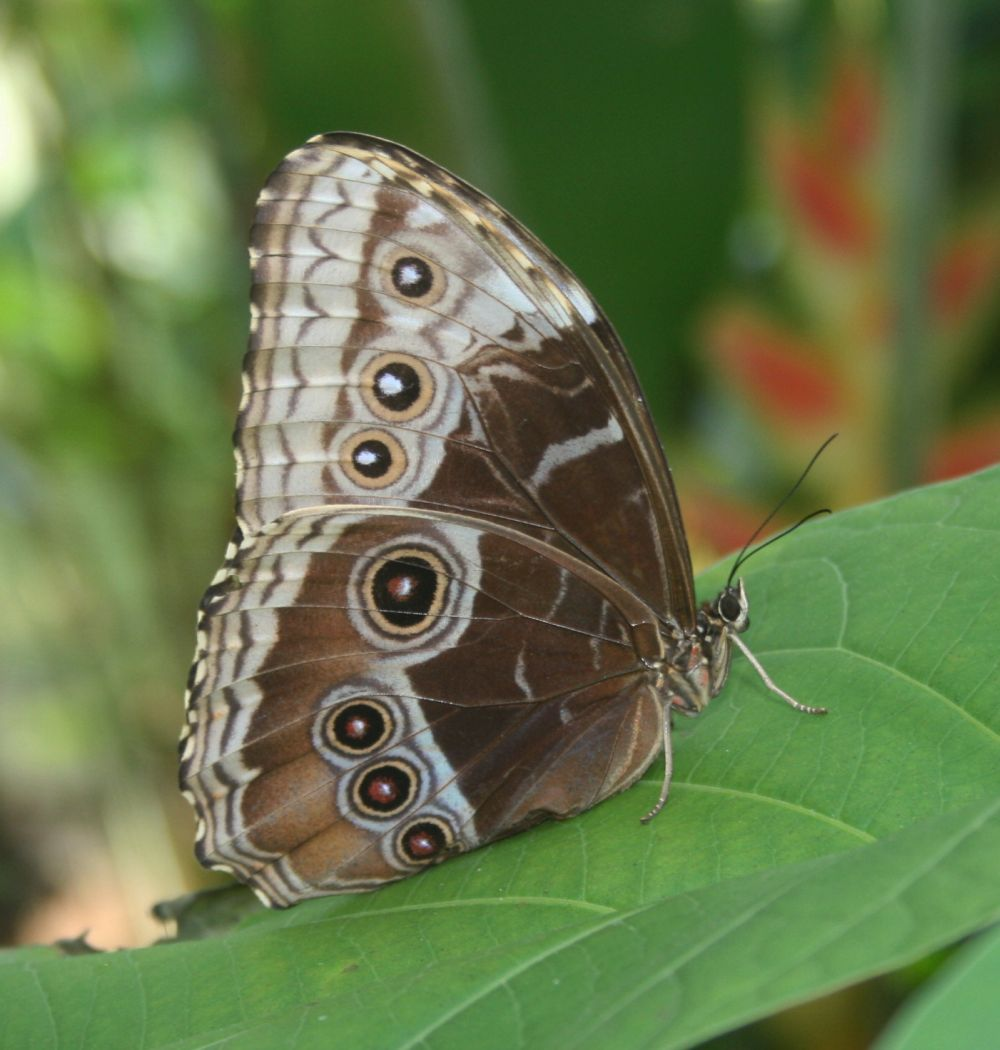
Morpho helenor.
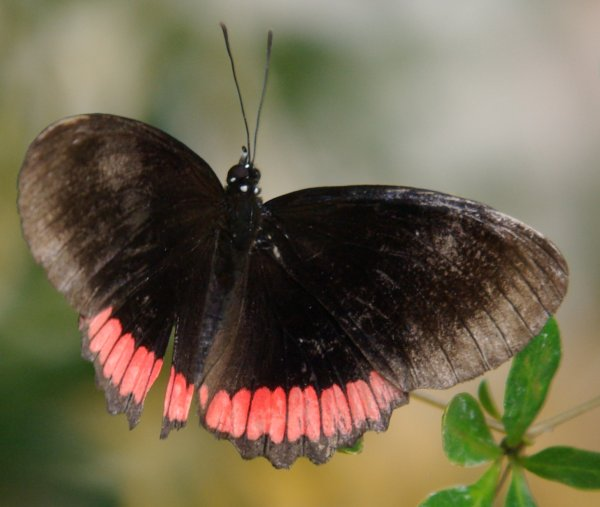
Biblis hyperia.
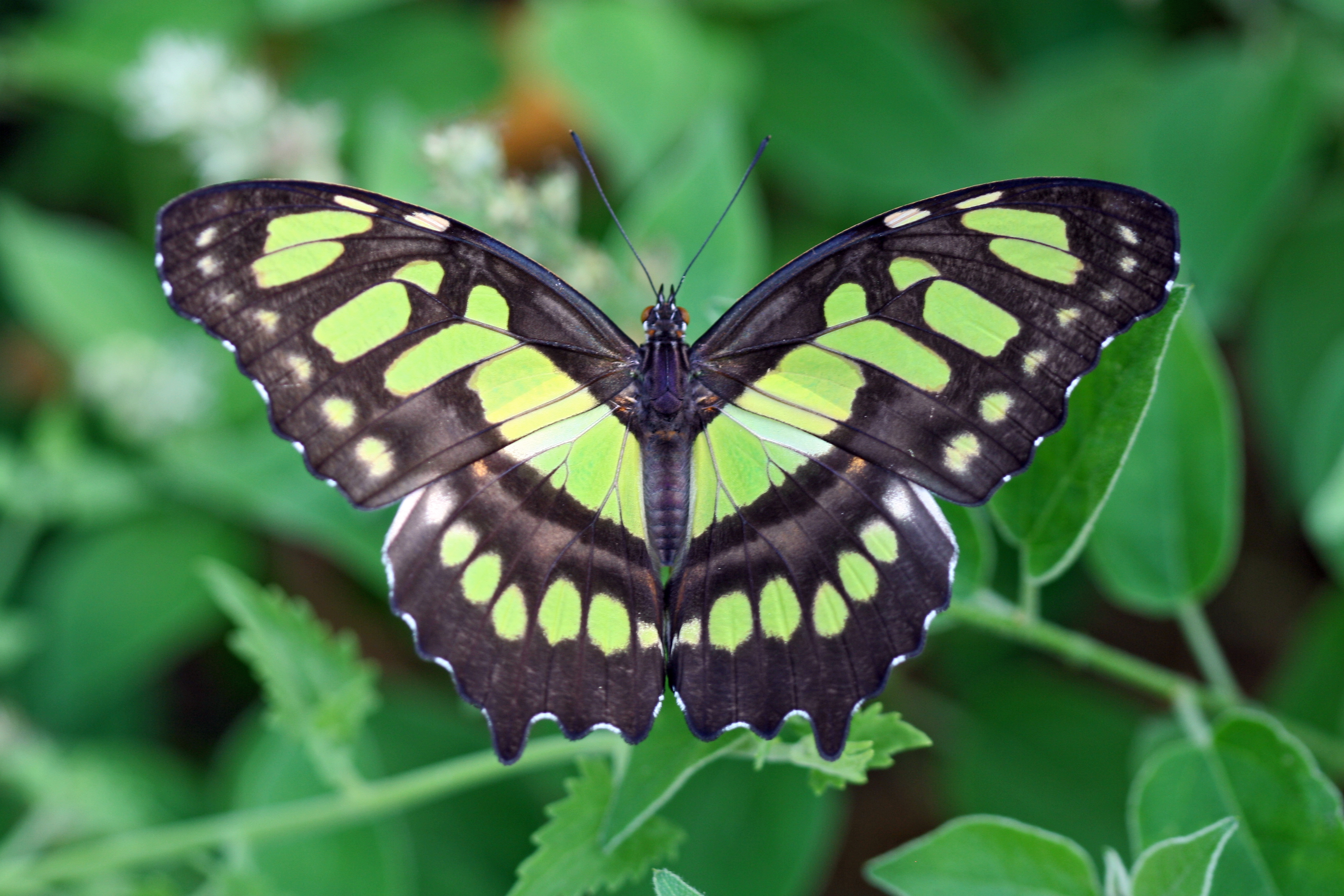
Siproeta stelenes.
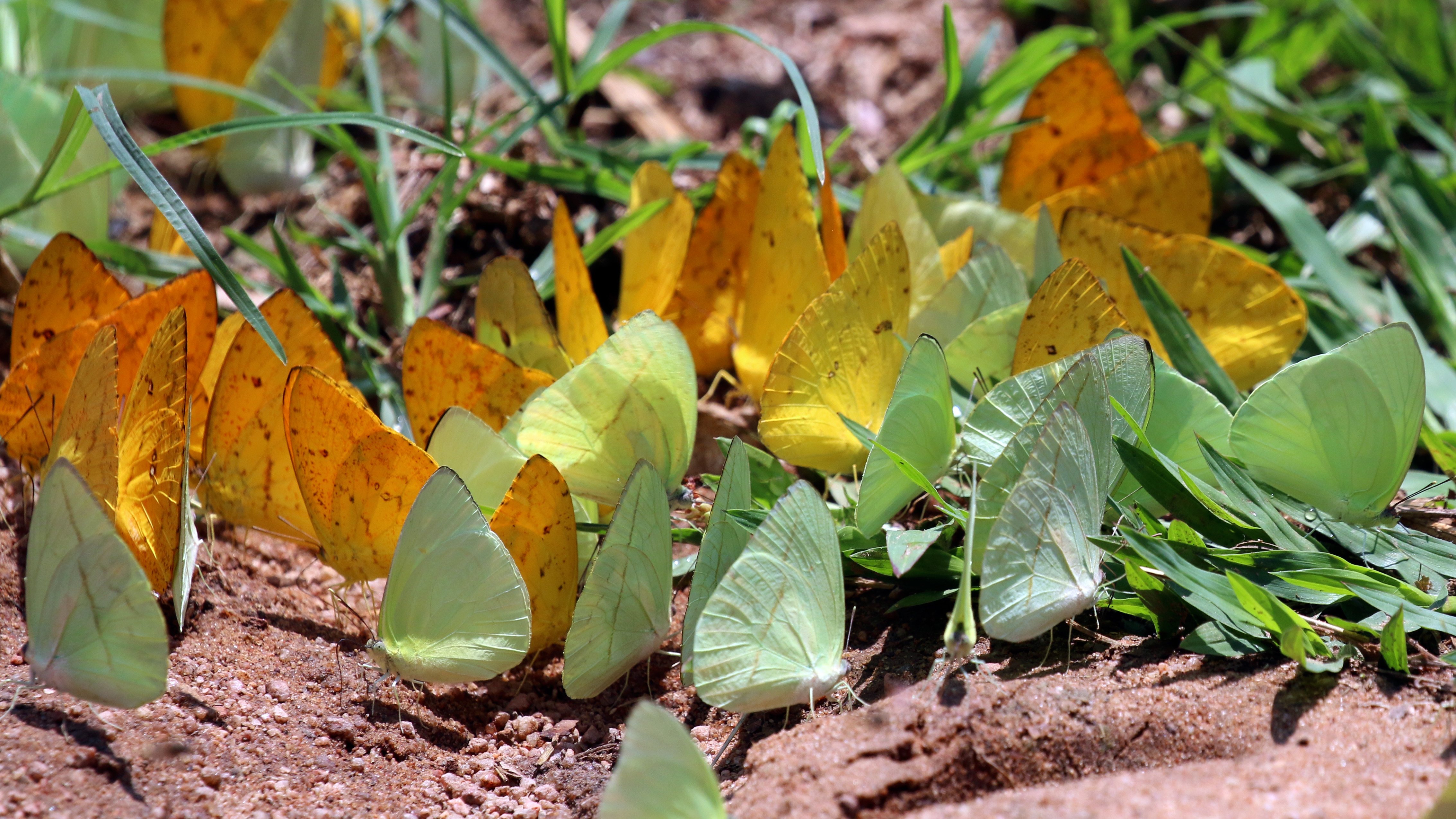
Aphrissa statira.